# Glycaspis brimblecombei
Glycaspis brimblecombei är en insektsart som beskrevs av Moore 1964. Glycaspis brimblecombei ingår i släktet Glycaspis och familjen rundbladloppor. Inga underarter finns listade i Catalogue of Life.